# Parmelia ernstiae
Parmelia ernstiae är en lavart som beskrevs av Feuerer & A. Thell. Parmelia ernstiae ingår i släktet Parmelia och familjen Parmeliaceae.  Arten är reproducerande i Sverige. Inga underarter finns listade i Catalogue of Life.